# Belleair Shore
Belleair Shore ist eine Stadt im Pinellas County im US-Bundesstaat Florida. Das U.S. Census Bureau hat bei der Volkszählung 2020 eine Einwohnerzahl von 73 ermittelt. 

## Geographie
Belleair Shore liegt auf einer Barriereinsel direkt am Golf von Mexiko. Angrenzende Städte sind Indian Rocks Beach (Süden) und Belleair Beach (Osten). Die Stadt liegt rund 5 km südwestlich von Clearwater sowie etwa 30 km westlich von Tampa.

## Demographische Daten
Laut der Volkszählung 2010 verteilten sich die damaligen 109 Einwohner auf 42 Haushalte. Die Bevölkerungsdichte lag bei 1090 Einw./km². 84,4 % der Bevölkerung bezeichneten sich als Weiße, 0,9 % als Afroamerikaner und 1,8 % als Asian Americans. 0,9 % gaben die Angehörigkeit zu einer anderen Ethnie und 11,9 % zu mehreren Ethnien an. 4,6 % der Bevölkerung bestand aus Hispanics oder Latinos.
Im Jahr 2010 lebten in 17,8 % aller Haushalte Kinder unter 18 Jahren sowie 55,6 % aller Haushalte Personen mit mindestens 65 Jahren. 77,8 % der Haushalte waren Familienhaushalte (bestehend aus verheirateten Paaren mit oder ohne Nachkommen bzw. einem Elternteil mit Nachkomme). Die durchschnittliche Größe eines Haushalts lag bei 2,42 Personen und die durchschnittliche Familiengröße bei 2,74 Personen.
19,3 % der Bevölkerung waren jünger als 20 Jahre, 9,2 % waren 20 bis 39 Jahre alt, 31,2 % waren 40 bis 59 Jahre alt und 40,4 % waren mindestens 60 Jahre alt. Das mittlere Alter betrug 54 Jahre. 48,6 % der Bevölkerung waren männlich und 51,4 % weiblich.
Das durchschnittliche Jahreseinkommen lag bei 187.917 $, dabei lebte niemand unter der Armutsgrenze.

## Verkehr
Der nächste Flughafen ist der St. Petersburg-Clearwater International Airport (rund 15 km östlich).